# Messiah College
Messiah College är ett kristet college i Mechanicsburg i Pennsylvania grundat 1909 av Brethren in Christ Church.